# E ridendo l'uccise
E ridendo l'uccise è un film del 2005 diretto da Florestano Vancini.
Questo film è riconosciuto come d'interesse culturale nazionale dalla Direzione generale Cinema e audiovisivo del Ministero per i beni e le attività culturali e per il turismo italiano, in base alla delibera ministeriale del 30 aprile 2002.
La pellicola, ultima diretta dal regista Florestano Vancini, è stata distribuita nelle sale cinematografiche il 15 aprile 2005.

## Trama
Taddeo Brugnola detto Moschino, buffone di corte alle dipendenze di Giulio d'Este, si ritrova invischiato negli intrighi e nelle gelosie dei suoi nobili padroni, i quattro fratelli estensi Alfonso, Ferrante, Giulio e Ippolito. Giulio affascina e seduce Angiola, la cugina di Lucrezia Borgia, moglie del duca di Ferrara Alfonso d'Este, e se ne vanta canzoneggiando e sbeffeggiando il fratello Ippolito, da lei rifiutato. Questi, geloso, amareggiato per l'affronto subito e desideroso di non perdere la faccia davanti alla corte, decide di far picchiare e sfigurare Giulio alleandosi con Alfonso. Moschino, testimone involontario dell'agguato, è coinvolto nella vendetta ordita da Giulio con il fratello Ferrante e il conte Boschetti per assassinare Ippolito e il duca Alfonso.
Inviato a San Cesario per recuperare una pozione venefica, Moschino salva dall'impiccagione il contadino Menato e ne aiuta la moglie Martina a lasciare il villaggio. Grande figura possiede l'Ariosto, amico di Moschino, che più volte l'aiuta anche quando il giullare è bandito dalla corte una volta scoperta la congiura. Con Martina ormai presa da un nobile che l'ama e la mantiene, con Giulio e Ferrante rinchiusi nelle segrete del castello, la corte torna alla vita normale e anche Moschino, riaccettato grazie all'Ariosto, torna agli scherzi e alle parodie di sempre.
La conclusione, spostata più avanti in un anno imprecisato del Cinquecento, vede il duca Alfonso alle prese con il singhiozzo mentre viene ritratto da Tiziano. Per guarirne il duca accetta l'aiuto di Moschino che, a sua insaputa, lo getta in una fontana del giardino. Il gesto sancisce la guarigione di Alfonso ma anche l'inevitabile condanna a morte di Taddeo. Il boia sta già per tagliargli la testa, fra i suoi pianti, suppliche di grazia e preghiere, quando si scopre che in realtà si tratta di una burla del duca che non lo vuole affatto morto.
Tutti i ferraresi ridono, compreso il boia e Alfonso, ma l'Ariosto si avvicina e si accorge che Taddeo è morto di paura, sia pure in modo innaturale, con un sorriso sulle labbra. Il tutto si chiude con i versi del poeta Antonio Cammelli detto il Pistoia che nel sonetto In morte di un buffone racconta come la morte rise con lui per un tratto "e ridendo l'uccise".

## Produzione

### Riprese
Le riprese in interni si sono svolte in un teatro di posa a Belgrado. Gli esterni sono stati girati in un'area rurale nei dintorni di Belgrado (scena della violenza delle milizie sui contadini), a Villa d'Este di Tivoli, negli interni di un palazzo cinquecentesco a Fiano Romano e a Bagnaia (scena in cui Moschino butta il duca in acqua). Da menzionare l'eccellente scenografia di Giantito Burchiellaro, che riproduce in fede i più celebri monumenti ferraresi.